# Hertta Kuusinen

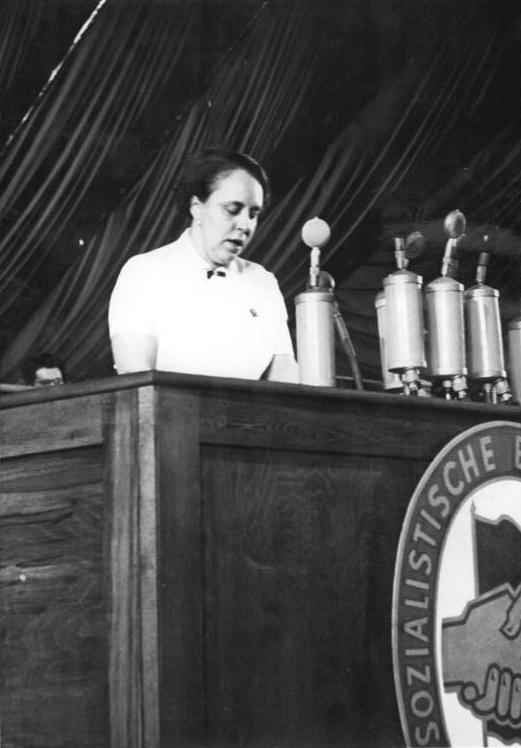
Hertta Kuusinen auf dem SED-Parteitag 1950.

Hertta Elina Kuusinen (* 14. Februar 1904 in Luhanka; † 18. März 1974 in Moskau) war eine finnische kommunistische Politikerin.

## Leben
Hertta Elina Kuusinen wurde 1904 in Luhanka in der Landschaft Mittelfinnland geboren. Sie war die Tochter von Saima Pauliina Dahlström und Otto Wille Kuusinen. Ihr Vater war im selben Jahr der Sozialdemokratischen Partei Finnlands (SDP) beigetreten und 1908 erstmals in den finnischen Landtag gewählt worden. Nach dem Zweiten Weltkrieg wurde er Präsident der Karelo-Finnischen SSR.
Hertta Kuusinen zog in den 1920er Jahren wie ihr Vater in die Sowjetunion. Sie arbeitete von 1922 bis 1924 für die Komintern, von 1925 bis 1934 am Lenininstitut und als Lehrerin an der Leninschule in Moskau. 1932/33 hielt sie sich in Deutschland auf, um den Aufstieg Adolf Hitlers zu bekämpfen. Nach ihrer Rückkehr nach Finnland wurde sie 1934 wie viele andere Linkspolitiker zu dieser Zeit aus politischen Gründen verhaftet. 1939 wurde sie wieder freigelassen und arbeitete daraufhin zunächst als Privatlehrerin in Helsinki. 1941 wurde sie allerdings erneut in Haft genommen und erst nach dem Ende des Fortsetzungskrieges zwischen Finnland und der Sowjetunion und der damit verbundenen Aufgabe des rigorosen Antikommunismus in der finnischen Innenpolitik freigelassen.
Kuusinen war nun Mitglied der legal gewordenen Kommunistischen Partei Finnlands (SKP) und arbeitete als Zeitungsredakteurin für das Parteiblatt Vapaa Sana (deutsch Freies Wort). Bei den Parlamentswahlen 1945 wurde sie in das finnische Parlament gewählt, wo sie in der Fraktion der Demokratischen Union des Finnischen Volkes (SKDL) das Mandat einnahm. Die SKDL war eine von verschiedenen linken Gruppierungen, unter anderem das von der SKP aufgestellte Volksfront-Wahlbündnis. Ihr Mandat im Parlament behielt sie bis 1972. Bis zu den Wahlen im Jahr 2007 war sie außerdem die Kandidatin, die mit 58.440 bei den Wahlen 1948 die meisten Stimmen auf sich vereinigen konnte. 1946 wurde Mauno Pekkala von der SKDL Ministerpräsident Finnlands und führte nun eine Koalition aus SKDL, SDP, dem Landbund und der Schwedischen Volkspartei. Hertta Kuusinen nahm im Kabinett Pekkala einen Posten ohne bestimmtes Ressort ein, womit sie die zweite weibliche Ministerin in der Geschichte Finnlands wurde. 1948 war sie vorübergehend für einige Wochen als Nachfolgerin des Sozialdemokraten Yrjö Kallinen Staatsratsministerin. 1952 wurde sie Generalsekretärin der SKDL. Diesen Posten behielt sie bis 1958 inne. Von 1969 bis zu ihrem Tod 1974 war sie Präsidentin der Internationalen Demokratischen Frauenföderation.
Kuusinen war mit den kommunistischen Politikern Tuure Lehén (1893–1976, verheiratet 1923 bis 1933) und Yrjö Leino (1945 bis 1950) verheiratet. Während ihrer zweiten Ehe trug sie den Namen Kuusinen-Leino. Mit Lehén hatte sie einen 1924 geborenen Sohn namens Yrjö (Jurkka, Jura), der jedoch während des Krieges 1942 verstarb.
Bei der von Oktober bis Dezember 2004 ausgestrahlten Fernsehsendung Suuret Suomalaiset (deutschen Die größten Finnen) von Yleisradio belegte Kuusinen den 25. Platz, ihr Vater den 38.